# Phil Chen
Phillip David Chen (Kingston, 21 de octubre de 1946-14 de diciembre de 2021) fue un músico jamaicano, reconocido por su trabajo como bajista de sesión en Inglaterra durante las décadas de 1970 y 1980. Trabajó con reconocidos artistas como Jeff Beck, Rod Stewart, Ray Manzarek, Robby Krieger y Brian May.

## Biografía
Nació en 1946 en Kingston, proveniente de una familia de ascendencia china. Pasó gran parte de su vida en Jamaica, donde tocó en algunas bandas en la década de 1960 antes de trasladarse a Inglaterra.
A lo largo de su carrera, trabajó con numerosos músicos de renombre. Inicialmente se unió a la banda Jimmy James and the Vagabonds en 1965, pero decidió convertirse en músico de sesión. Tocó en Cosmic Wheels  de Donovan (1973), en Blow by Blow de Jeff Beck (1974) y en Back to the Night de Joan Armatrading (1975). También conformó la Butts Band, liderada por Robby Krieger y John Densmore, y grabó con ellos su debut autotitulado de 1974. También es conocido por haber sido miembro del Star Fleet Project de Brian May, junto con Eddie Van Halen, en 1983.
Otros músicos con los que grabó o actuó en directo son Rod Stewart, Pete Townshend, Eric Clapton, Ray Charles, Desmond Dekker, Jerry Lee Lewis, Bob Marley, Jimmy Cliff, Jackson Browne, Dave Edmunds y Linda Lewis, entre otros. En 2004 trabajó con Ray Manzarek y Robby Krieger en la banda Manzarek-Krieger, y fue miembro de la banda tributo a The Doors, Riders on the Storm.

### Fallecimiento
Falleció de cáncer el 14 de diciembre de 2021, a los 75 años.